# Heinrich Friedrich Wilhelm Perizonius
Heinrich Friedrich Wilhelm Perizonius (* 8. Mai 1802 in Thuine; † 11. April 1895 in Detmold) war ein Theologe, der als Privatlehrer im ostfriesischen Rheiderland (primär in Weener) lehrte.

## Leben
Heinrich Friedrich Wilhelm Perizonius studierte von 1821 bis 1825 Evangelische Theologie in Bonn und Halle und ließ sich dann in Weener nieder, wo er eine Privatschule betrieb. Von 1849 bis 1852 lehrte er auch an der Sonntagsschule für Handwerker, der Vorläuferin der 1855 in Weener eröffneten Gewerbeschule. Ende der 1860er Jahre zog er sich wegen zunehmender Schwerhörigkeit in das Privatleben zurück und begann, eine „Ostfriesische Geschichte“ zu schreiben.

## Wirkung
Bekannt ist Perizonius bis heute durch die von ihm verfasste „Ostfriesische Geschichte“, die in den Jahren 1868 und 1869 in vier Bänden im Verlag Risius in Weener erschien. Bis zum Jahr 1815 orientierte er sich dabei an den Werken von Tileman Dothias Wiarda und Onno Klopp. Die daran anschließende Darstellung der hannoverschen Epoche (1815–1866) ist eng angelehnt an eine 1867 erschienene anonyme Schrift, die diese Zeit sehr kritisch beleuchtet. Das polemische Gedankengut dieser Schrift prägte durch ihre unkritische Übernahme lange Zeit das ostfriesische Geschichtsbild, da eine korrigierende Nachfolgearbeit lange auf sich warten ließ.

## Schriften
- Geschichte Ostfrieslands, nach den besten Quellen bearbeitet. 4 Bände. Schuster, Leer 1974, ISBN 3-7963-0068-5 (unveränd. Nachdruck der Ausg. Weener 1868–1869).
- Band 1
- Band 2
- Band 3
- Band 4